# Jean-Baptiste Donatien de Vimeur de Rochambeau
Jean Baptiste Donatien de Vimeur de Rochambeau, född den 1 juli 1725 i Vendôme, död den 10 maj 1807 i Thoré (Loir-et-Cher), var en fransk greve och marskalk, far till Donatien-Marie-Joseph de Rochambeau.

## Biografi

### Ungdom
Rochambeau uppfostrades hos jesuiterna i Blois för att inträda i kyrkans tjänst, men ingick 1742 vid sin äldre brors död i armén, deltog med utmärkelse i fälttågen i Böhmen, Bayern och vid Rhen under österrikiska tronföljdskriget, blev adjutant åt hertigen av Orléans samt bidrog särskilt till intagandet av Namur, varför han 1747 utnämndes till överste för ett infanteriregemente. I spetsen för detta deltog de Rochambeau i slaget vid Laeffeld (2 juli 1747), där han blev svårt sårad, samt i belägringen av Maastricht (1748). 

### Militärliv
Föga tilltalad av hovlivet, ägnade han sig sedan mest åt armén, deltog 1756 i hertigens av Richelieu expedition till Menorca och blev samma år brigadgeneral. År 1757 stred han med framgång mot hertig Ferdinand av Braunschweig, intog fästningen Regenstein och deltog med utmärkelse i slagen vid Kloster-Camp och Krefeld 1758. Efter ständigt nya bedrifter under Sjuåriga kriget blev han 1761 generaladjutant och kavalleriinspektör. 

### Amerikanska frihetskriget
År 1780 sändes han, då generallöjtnant, med 6 000 man till Brittiska Amerika för att där hjälpa rebellerna mot brittiska armén och lojalisterna. Efter hårt motstånd vid landstigning lyckades han förenas med Washington och general Cornwallis, efter en belägring, till kapitulationen i Yorktown (19 oktober 1781). Rochambeau fick ta emot de största hedersbetygelser såväl av Kontinentalkongressen som vid sin hemkomst till Frankrike.

### Åter i Frankrike
Han fick högsta befälet i Picardie, deltog 1788 i den andra notabelförsamlingen och blev 1790 överbefälhavare 
över franska nordarmén. År 1791 blev han marskalk av Frankrike, tillrådde vid krigsutbrottet 1792 förgäves en av omständigheterna betingad defensiv och tog då avsked ur armén. Under skräckväldet blev han insatt som fånge i Conciergeriet, men frigavs 1794 efter Maximilien de Robespierres fall. de Rochambeaus Mémoires utgavs 1809 av Luce de Lancival. 
År 1902 restes ett monument till hans minne i Washington, D.C..

## Referenser

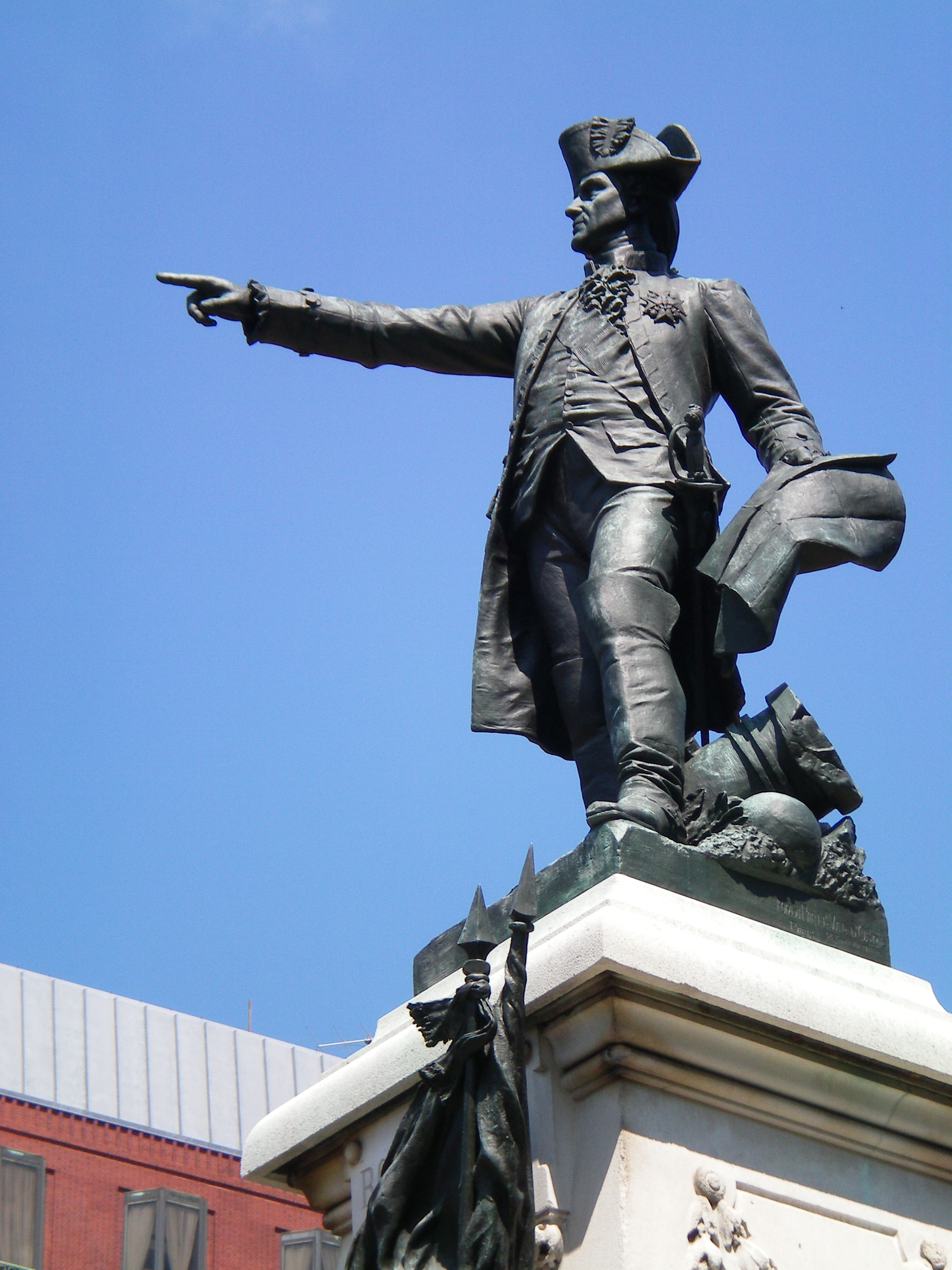
Staty av Rochambeau i Lafayette Park utanför Vita huset.